# MC Honky
Ne doit pas être confondu avec Honky (album).
MC Honky est un rappeur et personnage fictif américain. Bien que le principal intéressé ne l'ait jamais confirmé, ce serait un personnage créé par Mark Oliver Everett, du groupe Eels. MC Honky serait originaire de Silverlake en Californie et né dans les années 1940. La représentation graphique de MC Honky, dont il n'existe aucune photo, est l'œuvre d'Ivan Brunetti.
Everett annonce un premier album en février 2003 sous le nom de MC Honky. Le 8 avril 2003, MC Honky publie l'album I Am the Messiah,, puis assure les premières parties de Eels lors de la tournée Tour of Duty l'année suivante. Un acteur costumé se produisait sur scène, afin de démontrer qu'Everett et Honky étaient deux personnes différentes. 